# Albert Cadwell
Albert Frank Cadwell (Edmonton, 1º novembre 1900 – 13 luglio 1944) è stato un calciatore inglese, di ruolo centrocampista.

## Carriera

### Club
Dopo una breve esperienza al Nunhead, dal 1923 al 1933 ha militato con la maglia del West Ham United, collezionando 272 presenze ed una rete.